# Shauna Rohbock
Shauna Rohbock (Provo, 4 aprile 1977) è un'ex bobbista ed ex calciatrice statunitense.

## Biografia
Ai XX Giochi olimpici invernali (edizione disputatasi nel 2006 a Torino, Italia) vinse la medaglia d'argento nel Bob a 2 con la connazionale Valerie Fleming partecipando per la nazionale statunitense, venendo superate da quella tedesca.
Il tempo totalizzato fu di 3:50.69, poco meno di un secondo di distacco dalla prima classificata, 3:49.98, il loro tempo.
Inoltre ai campionati mondiali vinse alcune medaglie:
- nel 2005, bronzo nel bob a due.[3]
- nel 2007, bronzo nel bob a due.
- nel 2009, argento nel bob a due e bronzo nel misto.